# Karl Marx nella narrativa

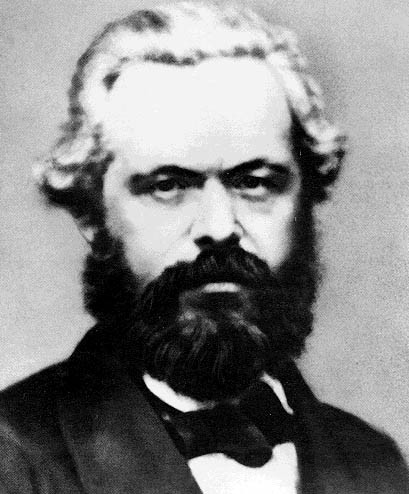
Karl Marx

Karl Marx compare come protagonista di varie opere letterarie, quali romanzi, racconti e pièce teatrali. In alcuni casi si tratta di pastiche, in altri di polizieschi, di narrazioni fantastiche, di opere a impianto storico, filosofico o satirico.

## Pastiche polizieschi
Alexis Lecaye è autore di Marx & Sherlock Holmes (1981), un poliziesco nel quale, sullo sfondo della Londra vittoriana e della Comune di Parigi, il celebre filosofo ed economista tedesco chiede aiuto al detective inglese per sconfiggere un assassino folle al soldo del cancelliere prussiano Otto von Bismarck e del capo del governo francese Adolphe Thiers. La stessa coppia torna in The Case of the Revolutionist's Daughter (1983) di Lewis S. Feuer. In questo romanzo Sherlock Holmes s'immerge negli ambienti intellettuali e socialisti del tempo per trovare Eleanor, la figlia minore di Marx, misteriosamente scomparsa.
Di analoga tipologia sono tre libri di racconti di Dario Piccotti e Alvaro Torchio: Marx ed Engels: indagini di classe (2010), Marx & Engels, investigatori (2012) e Marx&Engels a Scotland Yard (2022). Attraverso la risoluzione di casi misteriosi in vari paesi d'Europa, grazie al metodo del "materialismo investigativo", questi autori illustrano le idee politiche e filosofiche dei due teorici del comunismo, mettendo in evidenza il loro forte legame di amicizia.
Dario Piccotti, nel romanzo L'inferno del proletariato (2018), ci mostra infine Marx ed Engels alle prese con l'allucinante progetto di igiene sociale di un gruppo di capitalisti, intesi a realizzare la "soluzione finale" della questione operaia tramite l'estinzione del proletariato.  Sullo sfondo, la vita quotidiana delle classi agiate e di quelle popolari, le disumane condizioni di lavoro in fabbrica, le vicende della Prima Internazionale e i concetti  fondamentali del Capitale.

## Romanzi fantastici e biografici
Nel romanzo Sangue e plusvalore (2014) di Luca Cangianti, Karl Marx si scontra invece con il Conte Dracula. La storia, pur d'impianto fantastico si snoda attraverso vicende storiche realmente accadute, anche in questo caso, nella Londra vittoriana e nella Parigi comunarda. La narrazione entra nel dettaglio della vita quotidiana del pensatore tedesco, illustrando le sue teorie filosofiche ed economiche. Allo stesso tempo si approfondisce il profilo psicologico di Marx in un momento di grande depressione e difficoltà finanziaria. Lo svolgersi degli avvenimenti avventurosi fornisce una spiegazione alla ricorrente allusione ai vampiri in opere marxiane quali i Grundrisse e Il Capitale. Cangianti esplicita i nessi filosofici tra vampirismo e capitalismo nel saggio “FantaMarx” che costituisce in larga parte il backstage teorico di Sangue e plusvalore. Il vampirismo è per questo autore una metafora non puramente retorica, ma costitutiva della teoria del plusvalore. Anche David Chotjewitz nel romanzo Karl Marx (1998) affronta aspetti biografici e psicologici del filosofo concentrandosi sugli anni giovanili dal 1835 al 1844 e sul rapporto con il padre e con la moglie Jenny von Westphalen. L’ultima fotografia di Marx di Roberto Franchini, invece, narra un episodio degli ultimi mesi di vita del filosofo: il viaggio in Algeria. Il Marx rappresentato in questo romanzo scritto in prima persona è un uomo vecchio e malato, dall’umore malinconico e trasognato. Si tratta di una persona schiva che vive di ricordi e guarda il mondo con distanza, senza le sicurezze della gioventù, desiderando ormai solo il calore degli affetti familiari.

## Il ritorno di Marx
In alcune opere è utilizzato l'espediente narrativo del ritorno di Marx nel tempo presente. Nel romanzo Las saga de los Marx (1993) di Juan Goytisolo, il filosofo, catapultato nel XX secolo, scopre la strumentalizzazione cui è stato sottoposto il suo pensiero con il socialismo reale. Il libro è una critica ironica alla società dello spettacolo e della televisione. Nella pièce teatrale Marx in Soho (1999) di Howard Zinn il filosofo si ritrova nella New York dei nostri giorni per spiegare con atteggiamento malinconico e disincantato le sue ragioni a fronte del capitalismo trionfante. Il confronto con l'apparente fallimento delle idee marxiane è ripreso in Marx & Keynes (2014) di Pierangelo Dacrema. Qui il filosofo tedesco s'incontra in carne e ossa con l'economista inglese e insieme cercano di scoprire cosa si è inceppato nell'economia mondiale generando una delle crisi più devastanti che si siano mai conosciute. 

## Presenza indiretta
Altri scrittori hanno infine pubblicato romanzi in cui il personaggio di Karl Marx pur non apparendo direttamente nelle trama aleggia su tutta la narrazione. Un esempio di questo tipo è The Marx Sisters (1994) di Barry Maitland, la storia di un caso poliziesco sulla speculazione edile a Londra la cui soluzione è legata al Capitale. Un altro esempio è Lotta di classe al terzo piano di Errico Buonanno, un romanzo ironico in cui un proprietario immobiliare corrisponde epistolarmente con il suo affittuario Karl Marx afflitto dal blocco dello scrittore.